# پای پرانتزی
پاپرانتزی یا پای پرانتزی (به انگلیسی: Genu Varum) نامیده می‌شود. در حالت طبیعی ایستاده با زانوهای صاف، زمانی که قوزک ها کنار یکدیگر قرار گرفته‌اند، نباید فاصله چندانی بین زانو ها وجود داشته باشد. اگر به هر دلیلی فاصله بین زانوها افزایش یابد، درحالی که قوزک‌ها به هم چسبیده‌اند پای پرانتزی (ژنو واروم) نامیده می‌شود.
به علت کمانی شدن پاها در این بیماری اصطلاح پای پرانتزی به کار می رود. در حالت پرانتزی شدن ساق پاها به سمت داخل انحراف می‌یابد.

## عوامل پرانتزی شدن
عواملی که باعث پای پرانتزی یا ژنو واروم می‌گردند عبارتند از:
- عدم هماهنگی در صفحه رشد(در کودکان)
- چاقی یا وزن زیاد
- زود راه افتادن کودک
- استفاده از کهنه زیاد (پوشاک زیاد) برای بچه‌ها
- کوتاهی عضلات نیم غشایی و نیم وتری
- ضعف عضله دوسر رانی
- بیماریی‌های که باعث کاهش ماده معدنی استخوان می‌شوند (مثلاً بیماری راشیتیسم و استئومالاسی)
- به دنبال ضربات وارده (به ویژه به صفحه رشد)
- آرتروز (استئوآرتریت)
- پارگی رباطهای زانو
- شکستگی‌های انتهایی استخوان ران که منجربه بد جوش خوردن شده‌اند
- شکستگی قسمت فوقانی استخوان درشت نی (به علت بد جوش خوردن)
- بیماری پاژه
- آرتریت روماتویید
- پاره شدن رباط‌های زانو در بزرگسالان

## پرانتزی شدن در اطفال
پرانتزی شکل شدن پاها در اطفالی که تازه شروع به «راه رفتن» کرده‌اند معمولاً خود به خود اصلاح می‌شود. به این نوع از پرانتزی شدن زانوها، اصطلاح فیزیولوژیک بودن به کار می‌رود. این وضعیت معمولاً تا هیجده ماهگی برطرف می‌شود و بنابراین نیاز به درمان خاصی ندارد. عقیده بر این است که چنین وضعیتی (پرانتزی شدن فیزیولوژیک) در کودکانی که زودتر از حالت طبیعی راه می‌افتند شایع تر است.
درجات خفیف پرانتزی شدن در اطفال شایع است. این نوع تغییر به درمان نیازی ندارد. البته اگر تغییر شکل ایجاد شده تا پایان دوران کودکی اصلاح نشده باشد نیاز به درمان دارد.
بهترین سن برای درمان پای پرانتزی در کودکان زمانی است که زانوی پرانتزی با راه رفتن اصلاح نشود در این صورت برای درمان آن باید به پزشک متخصص ارتوپد مراجعه کرد.
خوشبختانه در صورتی که عارضه پای پرانتزی در کودکان قبل از چهار سالگی تشخیص داده شود. درمان پای پرانتزی به کمک درمان‌های غیر جراحی صورت می‌گیرد که این روش‌ها شامل:
استفاده ارتوزهای سفارشی زانو، مچ و کف پا
تجویز ویتامین دی و رژیم غذایی سرشار از کلسیم و فسفر
فیزیوتراپی و انجام تمرینات کششی

## درجات پای پرانتزی
- خفیف و کم
- متوسط
- شدید و زیاد

## درمان
- تجویز کفش طبی برای کودکان
- تجویز کفش طبی و بریس برای کودکان (در موارد شدیدتر نسبت به بالا)
- انجام جراحی. در کودکان در موارد شدید و زمانیکه روش‌های فوق پاسخ ندهد انجام می‌شود.
- عمل جراحی. پس از بسته شدن صفحه رشد به خصوص در موارد شدید در بزرگسالان معمولاً جراحی انجام می‌شود. پس از بسته شدن صفحه رشد استئوتومی انجام می‌گیرد.

درصورت عدم درمان پای پرانتزی با افزایش سن احتمال آسیب مفصل زانو که منجر به آرتروز زانو می‌شود تشدید می‌گردد؛ بنابراین در مواردی که به علت ژنو واروم شدید، آرتروز زانو ایجاد شده‌است احتمال انجام تعویض مفصل زانو (آرتروپلاستی) مطرح می‌شود.

## ملاحظات اصلاحی و درمانی
توصیه‌ها و روش‌های درمانی فقط با نظر متخصص ارتوپدی یا طب فیزیکی و توانبخشی تجویز می‌گردد. همچنین در صورتی که ناهنجاری زانوی پرانتزی از نوع ساختاری نمی‌باشد بهتر است تمرینات اصلاحی را زیر نظر کارشناسان ارشد یا دکتری حرکات اصلاحی انجام دهید. زانوی پرانتزی ساختاری، عمدتاً با استفاده به موقع از بریس در دوره‌های مناسب امکان‌پذیر می‌شود. اصلاح این نوع ناهنجاری نیاز به اصلاح ساختار اسکلتی دارد که فقط در موارد شدید توصیه به استفاده از جراحی برای اصلاح این وضعیت می‌شود.
در مورد زانوی پرانتزی وضعیتی هم می‌توان ملاحظات اصلاحی زیر را در نظر گرفت:
- حرکات تقویتی برای عضلات جانب خارجی ساق و ران
- حرکات کششی برای کپسول داخل زانو
- تصحیح راه رفت به صورتی که پنجه مستقیم و در مسیر خط پیشروی قرار گیرد.
- تصحیح کفش و تعویض کفشهایی که سائیدگی جانب خارج آن‌ها بیشتر از حد معمول است.
- پرهیز از نشستن در وضعیت چهار زانو